# ام كي لينكس
ام كي لينكس أو MkLinux (اختصار لـ Microkernel Linux ) هو نظام تشغيل حاسوبي مفتوح المصدر شرع في بناءه معهد أبحاث مؤسسة البرمجيات المفتوحة وشركة Apple Computer في فبراير 1996، لتطوير نسخة من Linux تعمل على منصة PowerPC وأجهزة كمبيوتر Macintosh. يشير الاسم إلى نواة Linux كيفت للعمل كخادم تستضيفه نواة Mach الصغيرة ، الإصدار 3.0.